# Antonín Vojáček (soudce)
Antonín Vojáček, též Anton Vojáček nebo Wojáček (1. září 1819 Mitrov – 7. ledna 1900 Březnice), byl rakouský soudce a politik české národnosti z Čech, v 60. letech 19. století poslanec Českého zemského sněmu.

## Biografie
Pocházel z české rodiny sedláka a rychtáře Josefa Vojáčka z Mitrova a Kateřiny Rajské (pocházející z mlynářské rodiny) z Polep. Vystudoval německé školy, ale byl uvědomělým Čechem. Vystudoval práva, složil soudcovské zkoušky. Jako soudní úředník působil v Poličce, Táboře, Příbrami a Jindřichově Hradci. Působil jako asesor magistrátu v Kolíně. Roku 1855 se stal adjunktem u okresního soudu v Počátkách. Byl přísedícím vyvazovací komise. Roku 1861 nastoupil do funkce substituta (zástupce) státního návladního v Českých Budějovicích. Později byl radou krajského soudu v Jičíně a nakonec radou vrchního zemského soudu v Praze, kde setrval do roku 1887. Po odchodu na penzi se usadil v Březnici.
Po obnovení ústavního systému vlády počátkem 60. let se zapojil i do politického života. V zemských volbách v Čechách roku 1861 byl zvolen na Český zemský sněm, kde zastupoval kurii městskou, obvod Jindřichův Hradec, Bystřice. Na mandát rezignoval v listopadu 1866.
Zemřel v lednu 1900 ve věku 81 let.